# Davis Cup World Tour
Davis Cup World Tour (Davis Cup Tennis aux États-Unis) est un jeu vidéo de tennis sorti en 1993 sur Mega Drive. Développé par Loriciel et édité par Tengen, le jeu a été conçu par Christophe Gomez. Il s'agit d'une adaptation de International Tennis Tour sorti sur Super Nintendo.

## Accueil
Lors de la sortie du jeu, sa publicité dans la presse fait polémique. Représentant une joueuse de tennis à la jupe relevée, dévoilant ses fesses, l'image est encore régulièrement citée comme exemple de sexisme dans les jeux vidéo.